# Beverly Township (Illinois)
Die Beverly Township ist eine von 23 Townships im Adams County im Westen des US-amerikanischen Bundesstaates Illinois. 

## Geografie

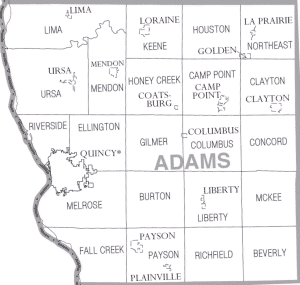
Townships im Adams County

Die Beverly Township liegt im Südosten des Adams County etwa 40 km östlich des Mississippi, der die Grenze zu Missouri bildet. Die Township erstreckt sich über 94,96 km², die sich auf 94,82 km² Land- und 0,14 km² Wasserfläche verteilen.

## Bevölkerung
Bei der Volkszählung im Jahr 2010 hatte die Township 406 Einwohner.

## Orte in der Beverly Township
Die Beverly Township enthält keine selbstverwaltete Gemeinde oder Stadt. Die Bevölkerung konzentriert sich auf drei Siedlungen auf gemeindefreiem Gebiet (Unincorporated Communities):
- Beverly
- Chestline
- Kingston